# Hymenophyllum penangianum
Hymenophyllum penangianum là một loài dương xỉ trong họ Hymenophyllaceae. Loài này được Matthew & Christ mô tả khoa học đầu tiên năm 1909.
Danh pháp khoa học của loài này chưa được làm sáng tỏ. 